# Jacques Bedout
Jacques Bedout, né le 13 janvier 1751 à Québec (Nouvelle-France) et mort le 17 avril 1818 à Pauillac en France, est un officier de marine français. Il fait carrière dans la marine marchande et la marine royale puis impériale en France.

## Biographie
Bedout passe quatorze ans dans la marine marchande au tout début de sa carrière. Il rejoint la marine royale du royaume de France en 1777 comme sous-lieutenant, et gravit les échelons pour devenir contre-amiral. Sa carrière connaît un avancement soudain, et en 1802, Napoléon lui confie personnellement une escadre de cinq navires de ligne. Son vaisseau amiral est alors L'Argonaute, d'où il commande son escadre lorsque la maladie le contraint à se retirer en 1803. Il demeure cependant listé comme actif jusqu'en 1816.